# Spolmaskinfektion
Spolmaskinfektion  är en sjukdom som orsakas av den parasitiska spolmasken Ascaris lumbricoides. I fler än 85 % av fallen saknas symptom, i synnerhet om antalet maskar är lågt. Symptomen ökar i takt med att antalet maskar ökar och innefattar bland annat andfåddhet och feber i början av sjukdomsförloppet. Detta kan sedan följas av symptom med buksvullnad, buksmärta och diarré. Barn drabbas alltsomoftast, och hos denna ålderskategori kan sjukdomen även ge upphov till minskad viktuppgång, undernäring och inlärningssvårigheter.

## Orsak och mekanismer
Infektionen uppstår vid förtärande av mat eller dricksvatten som är smittat med Ascaris ägg från avföring. Äggen sätter sig fast i mag-tarmkanalen, gräver sig genom tarmväggen och rör sig sedan till lungorna via blodet. I lungorna tar de sig in i alveolerna och upp genom luftstrupen, varifrån de hostas upp och sväljs ned. Larverna passerar sedan en andra gång genom magsäcken till tarmarna, där de växer till sig till adulta maskar.

## Epidemiologi
Ascariasis har rapporterats i mer än 150 länder och ungefär 1,4 miljarder människor är smittade, med störst koncentration i subsahariska Afrika, Latinamerika och Asien. Detta gör spolmaskinfektion till den vanligaste formen av jordburna maskinfektioner. År 2010 orsakade infektionen cirka 2 700 dödsfall, vilket var en liten nedgång från 3 400 dödsfall år 1990.
Infektionen förekommer särskilt i tropiska och subtropiska miljöer där personlig hygien och sanitet är sämre, samt i områden där mänsklig avföring används som gödsel.
De flesta fall som numera förekommer i Sverige är människor som smittats utomlands, det vill säga importfall.
En annan typ av Ascaris drabbar grisar.

## Behandling och förebyggande
Förebyggande åtgärder sker genom förbättrad renhållning, vilket bland annat innebär ökad tillgång till toaletter och bättre avlägsnande av avföring. Handtvätt med tvål verkar ge visst skydd. I områden där mer än 20 procent av befolkningen är drabbad rekommenderas regelbunden behandling av alla. Återkommande infektioner är dock vanliga. Det finns inget vaccin. WHO rekommenderar behandlingar med något av följande läkemedel: albendazol, mebendazol, levamisoe eller pyrantel-pamoat. Andra effektiva behandlingar innefattar tribendimidin och nitazoxanid.

## Sjukdomsförlopp
Ascaris lumbricoides smittar som regel inte via personkontakt utan sker via gödsling med mänsklig avföring som kan förorena vatten och grönsaker som sedan äts.

### Symtom
En infektion med Ascaris lumbricoides ger oftast inga symptom men ibland påverkar masken i tarmen olika tarmhinder som tarmvred och kroppen tar inte upp lika mycket näring. Stadiet när larverna tar sig genom lungorna kan även ge andningssvårigheter och astmaliknande besvär.

### Diagnos
För att upptäcka Ascariasis tas ett avföringsprov, där man sedan antingen kan hitta fullvuxna maskar eller spolmaskägg med hjälp av mikroskopi. När diagnosen sedan har ställts så är det enkelt att behandla infektionen med läkemedel.

### Läkemedel
I Sverige används först och främst ett läkemedel som heter Vermox, den aktiva substansen är mebendazol. Vermox används också för gastrointestinala infektioner av springmask, piskmask och hakmask. Det tar tre dagar att bli fri från infektionen. Alla läkemedel har biverkningar men för Vermox har få biverkningar rapporterats. 
Den vanligaste biverkningen som drabbar en på hundra, är buksmärtor.
Vermox reagerar med tubulin i maskens tarmceller vilket orsakar autolys hos masken, som innebär att cellvävnaden bryts ner av sig själv. Därigenom hämmas maskens glukosupptag och ämnesomsättning vilket leder till att den dör.